# ناحیه لادلو، شهرستان شمپین، ایلینوی
ناحیه لادلو، شهرستان شمپین، ایلینوی (به انگلیسی: Ludlow Township) یک منطقهٔ مسکونی در ایالات متحده آمریکا است که در شهرستان شمپین، ایلینوی واقع شده‌است. ناحیه لادلو ۴٬۲۷۸ نفر جمعیت دارد و ۲۳۳ متر بالاتر از سطح دریا واقع شده‌است.